# Murat Dağı
Murat Dağı ist ein in ost-westlicher Richtung liegender Gebirgszug Kleinasiens in den türkischen Provinzen Uşak und Kütahya.
Der höchste Punkt wird mit 2309 m angegeben und ist über die östlichen Hänge vom Landkreis Banaz und dessen Ortschaften Dümenler und Hallaçlar zu erreichen. Ein alternativer Weg führt über die Landstraße von der Stadt Uşak nach Gediz. Das Massiv ist dicht bewaldet. In der Nähe des Gipfels befindet sich ein Ausflugsgelände mit einer Thermalquelle, um die herum ein Hamam gebaut wurde. Die Nordflanke wird vom Porsuk Çayı entwässert.

## Zwischenfälle
- Am 9. März 1966 fiel an einem Transportflugzeug des Typs Douglas DC-3/C-47 der türkischen Luftstreitkräfte (Luftfahrzeugkennzeichen unbekannt) das Triebwerk Nr. 1 (links) aus. Daraufhin kollidierte das Flugzeug mit dem Gebirgszug Murat Dağı. Alle fünf Besatzungsmitglieder überlebten den Unfall, wurden jedoch verletzt. Das Flugzeug wurde zerstört.[3]